# Línea R2
La línea R2 es la línea de cercanías más larga de Rodalies de Catalunya (cercanías de Barcelona). Esta línea discurre entre San Vicente de Calders y Massanet-Massanas (R2Sud y R2Nord) y entre Castelldefels y Granollers (R2). El trazado entre San Vicente de Calders y Barcelona (R2Sud) discurre por la costa, mientras que entre Barcelona y Massanet-Massanas (R2Nord) discurre por el interior.
Como esta línea usa las vías de las líneas ferroviarias Barcelona-Cerbère y del corredor mediterráneo, hay un elevado tráfico de trenes de media distancia, larga distancia y mercancías. En el tramo costero (R2Sud) comparte vía con los servicios regionales de Rodalies de Catalunya y los trenes Euromed, Talgo, Trenhotel, Estrella, Alaris. En el tramo del interior (R2Nord) comparte vía con trenes Talgo, Estrella, Trenhotel, el servicio regional y de media distancia R11 y todos los trenes de mercancías con destino Francia o el resto de Europa. Eso condiciona las frecuencias de los trenes de cercanías. Para compensarlo se utilizan en la línea trenes de las series 450 y 451, de dos pisos, de mayor capacidad y velocidad punta (140 km/h) para suplir la falta de circulaciones al no disponer de suficientes surcos para cercanías.
El futuro de la línea pasa por una mejora del servicio y de las frecuencias por la ausencia de otros tipos de circulaciones, ya que gran parte de los tráficos de Larga Distancia serán canalizados por la línea de Alta Velocidad Madrid-Barcelona-Frontera Francesa. También, está en construcción la futura estación de Barcelona-Sagrera, entre El Clot y San Andrés.
En su recorrido, la línea cubre las comarcas de Bajo Panadés, Garraf, Bajo Llobregat, Barcelonés, Vallés Oriental y parte de La Selva, encontrándose los extremos de la línea en las provincias de Tarragona y Gerona.
Desde el 31 de enero de 2009 y debido a las obras del tren de alta velocidad, la línea se ha unido con la extinta línea 10 a la vez de dividir su recorrido en 3 sublíneas:
 Línea R2 Sud San Vicente de Calders / Villanueva y Geltrú <> Barcelona - Estación de Francia
- San Vicente de Calders <> Barcelona - Estación de Francia 2 trenes/hora. Estas circulaciones no realizan paradas entre Sitges y Castelldefels ni entre Gavá y Barcelona-Sants, salvo en fines de semana de verano que sí efectúan parada en Platja de Castelldefels.
- Villanueva y Geltrú <> Barcelona - Estación de Francia 2 trenes/hora. Realizan paradas en todas las estaciones excepto Garraf (solo un tren/hora).

 Línea R2 (pasante/central) Castelldefels <> Granollers Centro
- Castelldefels <> Granollers Centro 2 trenes/hora en horas puntas y llanas. Para en todas las estaciones.

 Línea R2 Nord Aeropuerto (El Prat) <> San Celoni / Massanet-Massanas
- Aeropuerto <> San Celoni 2 trenes/hora aproximadamente. Para en todas las estaciones.
- Aeropuerto <> Granollers Centro Trenes de refuerzo en fin de semana y en momentos puntuales del día. Paran en todas las estaciones.
- Aeropuerto <> Massanet-Massanas Para en todas la estaciones. El tramo entre San Celoni y Massanet-Massanas está cubierto la mayoría del día por trenes regionales de la línea R11.

A partir del 12 de febrero de 2016, conecta en el Aeropuerto de Barcelona-El Prat con la L9 Sud.
- Datos: Q1880046